# Elisabetta Ripani

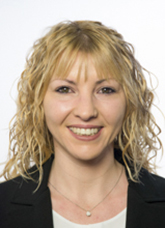
Elisabetta Ripani

Elisabetta Ripani (nascida em 30 de março de 1986) é uma política italiana que atua como deputada desde 23 de março de 2018.